# 1371
Il 1371 (MCCCLXXI in numeri romani) è un anno  del XIV secolo.

## Eventi
- 5 gennaio - viene eletto papa Gregorio XI.
- 26 settembre - i Turchi ottomani del sultano Murad I sconfiggono la coalizione cristiana nella battaglia di Maritsa.

## Nati
- 12 febbraio - Elizabeth Mortimer, nobildonna inglese († 1417)
- 14 aprile - Maria d'Ungheria, regina († 1395)
- 23 aprile - Guglielmo II di Meißen, nobile tedesco († 1425)
- 28 maggio - Giovanni di Borgogna, nobile († 1419)
- 25 giugno - Giovanna II di Napoli, regina († 1435)
- 21 settembre - Federico I di Brandeburgo, nobile tedesco († 1440)
- 30 dicembre - Basilio I di Russia, principe russo († 1425)
- Leopoldo IV d'Asburgo, duca († 1411)
- Pierre Cauchon, vescovo cattolico francese († 1442)
- James Douglas, VII conte di Douglas, nobile scozzese († 1443)
- Shō Hashi, re giapponese († 1439)
- Jean de Lastic, francese († 1454)
- Dragana Lazarević, principessa serba († 1395)
- Giovanni Morelli, politico e scrittore italiano († 1444)
- Sofia di Lituania, principessa lituana († 1453)
- Valentina Visconti, nobile († 1408)
- Zheng He, navigatore, ammiraglio e diplomatico cinese († 1434)

## Morti
- 6 febbraio - Paola Orsini, nobildonna italiana
- 17 febbraio - Ivan Alessandro di Bulgaria, nobile bulgaro
- 22 febbraio - Davide II di Scozia, sovrano (n. 1324)
- 4 marzo - Giovanna d'Évreux, regina (n. 1310)
- 19 aprile - Bernard du Bosquet, cardinale e arcivescovo cattolico francese
- 11 giugno - Signorolo Omodei, giurista italiano (n. 1308)
- 24 agosto - Edoardo di Gheldria, duca (n. 1336)
- 20 settembre - Giovanni I di Nassau-Weilburg, conte tedesco (n. 1309)
- 26 settembre - Vukašin Mrnjavčević, sovrano serbo
- 4 dicembre - Rinaldo III di Gheldria, duca (n. 1333)
- 4 dicembre - Stefano Uroš V di Serbia, sovrano serbo
- Fiorenza Sanudo, duchessa
- Simeon Uroš, nobile serbo

## Calendario
| Calendario 1371 | Calendario 1371 | Calendario 1371 | Calendario 1371 | Calendario 1371 | Calendario 1371 | Calendario 1371 | Calendario 1371 | Calendario 1371 | Calendario 1371 | Calendario 1371 | Calendario 1371 | Calendario 1371 | Calendario 1371 | Calendario 1371 | Calendario 1371 | Calendario 1371 | Calendario 1371 | Calendario 1371 | Calendario 1371 | Calendario 1371 | Calendario 1371 | Calendario 1371 | Calendario 1371 | Calendario 1371 | Calendario 1371 | Calendario 1371 | Calendario 1371 | Calendario 1371 | Calendario 1371 | Calendario 1371 | Calendario 1371 | Calendario 1371 |
| --------------- | --------------- | --------------- | --------------- | --------------- | --------------- | --------------- | --------------- | --------------- | --------------- | --------------- | --------------- | --------------- | --------------- | --------------- | --------------- | --------------- | --------------- | --------------- | --------------- | --------------- | --------------- | --------------- | --------------- | --------------- | --------------- | --------------- | --------------- | --------------- | --------------- | --------------- | --------------- | --------------- |
|                 | 1               | 2               | 3               | 4               | 5               | 6               | 7               | 8               | 9               | 10              | 11              | 12              | 13              | 14              | 15              | 16              | 17              | 18              | 19              | 20              | 21              | 22              | 23              | 24              | 25              | 26              | 27              | 28              | 29              | 30              | 31              |                 |
| Gennaio         | Me              | Gi              | Ve              | Sa              | Do              | Lu              | Ma              | Me              | Gi              | Ve              | Sa              | Do              | Lu              | Ma              | Me              | Gi              | Ve              | Sa              | Do              | Lu              | Ma              | Me              | Gi              | Ve              | Sa              | Do              | Lu              | Ma              | Me              | Gi              | Ve              |                 |
| Febbraio        | Sa              | Do              | Lu              | Ma              | Me              | Gi              | Ve              | Sa              | Do              | Lu              | Ma              | Me              | Gi              | Ve              | Sa              | Do              | Lu              | Ma              | Me              | Gi              | Ve              | Sa              | Do              | Lu              | Ma              | Me              | Gi              | Ve              |                 |                 |                 |                 |
| Marzo           | Sa              | Do              | Lu              | Ma              | Me              | Gi              | Ve              | Sa              | Do              | Lu              | Ma              | Me              | Gi              | Ve              | Sa              | Do              | Lu              | Ma              | Me              | Gi              | Ve              | Sa              | Do              | Lu              | Ma              | Me              | Gi              | Ve              | Sa              | Do              | Lu              |                 |
| Aprile          | Ma              | Me              | Gi              | Ve              | Sa              | Do              | Lu              | Ma              | Me              | Gi              | Ve              | Sa              | Do              | Lu              | Ma              | Me              | Gi              | Ve              | Sa              | Do              | Lu              | Ma              | Me              | Gi              | Ve              | Sa              | Do              | Lu              | Ma              | Me              |                 |                 |
| Maggio          | Gi              | Ve              | Sa              | Do              | Lu              | Ma              | Me              | Gi              | Ve              | Sa              | Do              | Lu              | Ma              | Me              | Gi              | Ve              | Sa              | Do              | Lu              | Ma              | Me              | Gi              | Ve              | Sa              | Do              | Lu              | Ma              | Me              | Gi              | Ve              | Sa              |                 |
| Giugno          | Do              | Lu              | Ma              | Me              | Gi              | Ve              | Sa              | Do              | Lu              | Ma              | Me              | Gi              | Ve              | Sa              | Do              | Lu              | Ma              | Me              | Gi              | Ve              | Sa              | Do              | Lu              | Ma              | Me              | Gi              | Ve              | Sa              | Do              | Lu              |                 |                 |
| Luglio          | Ma              | Me              | Gi              | Ve              | Sa              | Do              | Lu              | Ma              | Me              | Gi              | Ve              | Sa              | Do              | Lu              | Ma              | Me              | Gi              | Ve              | Sa              | Do              | Lu              | Ma              | Me              | Gi              | Ve              | Sa              | Do              | Lu              | Ma              | Me              | Gi              |                 |
| Agosto          | Ve              | Sa              | Do              | Lu              | Ma              | Me              | Gi              | Ve              | Sa              | Do              | Lu              | Ma              | Me              | Gi              | Ve              | Sa              | Do              | Lu              | Ma              | Me              | Gi              | Ve              | Sa              | Do              | Lu              | Ma              | Me              | Gi              | Ve              | Sa              | Do              |                 |
| Settembre       | Lu              | Ma              | Me              | Gi              | Ve              | Sa              | Do              | Lu              | Ma              | Me              | Gi              | Ve              | Sa              | Do              | Lu              | Ma              | Me              | Gi              | Ve              | Sa              | Do              | Lu              | Ma              | Me              | Gi              | Ve              | Sa              | Do              | Lu              | Ma              |                 |                 |
| Ottobre         | Me              | Gi              | Ve              | Sa              | Do              | Lu              | Ma              | Me              | Gi              | Ve              | Sa              | Do              | Lu              | Ma              | Me              | Gi              | Ve              | Sa              | Do              | Lu              | Ma              | Me              | Gi              | Ve              | Sa              | Do              | Lu              | Ma              | Me              | Gi              | Ve              |                 |
| Novembre        | Sa              | Do              | Lu              | Ma              | Me              | Gi              | Ve              | Sa              | Do              | Lu              | Ma              | Me              | Gi              | Ve              | Sa              | Do              | Lu              | Ma              | Me              | Gi              | Ve              | Sa              | Do              | Lu              | Ma              | Me              | Gi              | Ve              | Sa              | Do              |                 |                 |
| Dicembre        | Lu              | Ma              | Me              | Gi              | Ve              | Sa              | Do              | Lu              | Ma              | Me              | Gi              | Ve              | Sa              | Do              | Lu              | Ma              | Me              | Gi              | Ve              | Sa              | Do              | Lu              | Ma              | Me              | Gi              | Ve              | Sa              | Do              | Lu              | Ma              | Me              |                 |